# 草原生態系
草原生態系（英語：Grassland Ecosystem）位於內陸地區，地形平坦，常位於森林旁。氣流內的水蒸氣較難抵達這裡，因此這裡的雨量較為稀少，約在250~750mm之間，這種雨量無法形成森林，但也不致形成沙漠，成了過渡地帶的草原。
1. 地球表面陸地佔3/10，水則是佔7/10的面積，然而由於陸地和水域的分布並不平均，以及南北緯度所造成不同的氣溫與溫度，於是就形成了陸地和水域兩種生態系，而又因地球的外型是扁球形，也因緯度不同所受到太陽輻射的照射輛不同而形成沙漠、草原、森林等不同類別的生態系。
2. 主要分布在中緯度的溫帶，與落葉林相似，所接受的太陽輻射也很相似，與落葉林唯一的不同是雨量稀少，年平均雨量在250-1000公釐，也因為雨量少，所以不能形成森林，雖然雨量很少，但也不至於構成沙漠。主要生產者是一年生、質地柔軟的草本植物(植物根系廣且深，植物體地下部分的重量幾乎都大於地上部分的重量)或較為矮小的灌木，很少有喬木。主要食用草本植物的動物有，草食性動物(野牛、斑馬、羚羊、長頸鹿、大象等)由於沒有遮蔽物，所以適合奔跑。肉食性動物也通常善於奔跑以追補獵物。台灣在中央山脈、玉山山脈和雪山山脈等高山地區，都生長了乾旱、耐寒的草本植物，形成了特殊的高山草原區。
還有一些昆蟲和穴居動物，這些穴居動物善於躲藏。
其他也有一些分解者，會吃動物的腐爛的屍體。
3. 草原生態系也由於草原的生長和腐爛非常迅速，所以草原的土壤也含有極高的礦物質，很適合農作物的種植，像是小麥及燕麥等，或是闢為牧場養殖牛、羊、馬也都相當合適。草原地區也可分成短草大草原、長草大草原和熱帶草園，也因為沒有森林的阻礙，動物的視野相當遼闊，可以遠望四方，也因為如此，像羚羊、斑馬等可以藉由長腿高速奔馳，藉此逃避獅子等襲擊，草原的動物，都有不同的特色。